# Vlad Chiricheș
Vlad Iulian Chiricheş (Bacău, 14 de novembre de 1989) és un jugador de futbol romanès que juga com a defensa central amb el club italià US Cremonese i amb la selecció romanesa.